# David Tîșler
David Abramovici Tîșler (în rusă Давид Абрамович Тышлер; n. 13 iulie 1927, Herson, RSS Ucraineană, URSS – d. 7 iunie 2014, Moscova, Rusia) a fost un scrimer sovietic specializat pe sabie, laureat cu o medalie de bronz olimpică la Jocurile Olimpice de vară din 1956 de la Melbourne și cu cinci medalii mondiale. 
După ce s-a retras a devenit unul dintre cei mai mari antrenori sovietici de sabie. Printre elevii săi s-au aflat Mark Midler, Mark Rakita, Viktor Sideak și Viktor Krovopuskov. A fost autorul al mai mult de 170 articole și cărți despre scrimă, care au fost publicate și în China, Franța, Germania, Polonia, România, Regatul Unit și Spania.